# Xã Sims, Michigan
Xã Sims (tiếng Anh: Sims Township) là một xã thuộc quận Arenac, tiểu bang Michigan, Hoa Kỳ. Năm 2010, dân số của xã này là 1.095 người.